# エネルギー機動性理論
エネルギー機動性理論（英語: Energy–maneuverability theory; E-M理論）とは、元戦闘機操縦士のジョン・ボイドが1962年に提唱した航空機（戦闘機）の機動性に関する理論であり、空戦理論である。発表後には戦闘機開発に多大な影響を与えた。

## 概要
ボイドが自身の空戦論(ボイドが作成した空軍初のジェット戦闘機用空戦マニュアル『航空攻撃研究』（Aerial Attack Study）でまとめられている)の理論付けの為にジョージア工科大学で知った熱力学からヒントを得て発案したもので、航空機の機動はエネルギー保存則に縛られるため、空戦においてエネルギーの変換（位置エネルギー ⇄ 運動エネルギー、等）と損失をコントロールし、攻撃位置を自機を有利に、相手側が不利になるように展開させる場合、その際に必要とされる航空機の機動能力（高度、速度、進行方向これらの任意の組合わせを素早く変化させる能力）は運動に変換することができる機体のエネルギーがどれだけあるのかで決まり、そのエネルギー比率はエンジン推力と抵抗の差を機体重量で割り速度を掛けた数値で求められるというものである。
{\displaystyle Ps=v{\frac {T-D}{W}}}
T：推力
D：抗力
v：速度
W：機体重量
水平飛行をしている機体は運動エネルギーを持ち、機体が高度を上げるには、その運動エネルギーを消費する。しかしそのエネルギーは消えてしまうわけではなく、位置エネルギーという形に変換され維持されることになる。そして、どれだけ高度を稼げるかは（位置エネルギーを持てるか）は、機体が持っている運動エネルギーによる（厳密には全てが保存されるわけでなく、空気抵抗などのロスで少し減少する）。そして位置エネルギーを一度確保してしまえば、パイロットはいつでも好きなときにそれを運動エネルギーに変換できる。例えば高度3,000メートルに居る機体がより低い位置に居る高度2,000メートルの機体を襲撃する際、急降下を行うだけで瞬時に高速に達し、空戦で優位に立つことができる。
これは位置エネルギーを運動エネルギーに変換することで速度を稼いだ、そして逆に機体に十分な運動エネルギーがあれば勢いよく上昇させることでいつでも高度の位置エネルギーに変換できることを意味し、これがボイドの考えたエネルギー保存の法則を使った空戦の形だった。
またボイドは空戦においては素早さを追求しており、機動能力を構成する3大要素として重視したのは、どれだけ小さな面積・および体積の空間で方向転換が可能かを示す「旋回半径」、1秒間でどれだけ方向転換ができるかを示す「旋回率」、飛行経路に対し垂直方向に働く加速度を示す「G（加速度）」である。旋回半径の小さい、かつ旋回率の高い機動を行おうとすればその分のエネルギー損失が大きくなり、そしてこの理論におけるGは重力加速度と重量×運動加速度で増加し、そのGによってさらにエネルギー損失が増すことになり、その際には飛行高度が低下することで位置エネルギーが低下し、速度も低下することで運動エネルギーも低下するため素早さが無くなる（ちなみに高度も速度も低下させずに行う水平旋回を維持旋回（Sustained turn/Sustained level turn）と呼び、ボイドのエネルギー機動論では重要な指標の一つとなり、この旋回はエネルギー0で釣り合っている基本状態、と見なされる）。
そのため、次の機動に移る際には瞬時にエネルギーの回復を図る必要があり、エネルギー損失を可能な限り抑える必要がある。また重量に対してより大きな推力を持ち、より高速で飛べるほどエネルギー比率は大きくなる。
よって、E-M理論的に機動能力で優位に立てる機体はエネルギー損失を短時間で回復するために高い推力を持つエンジンを持ち、エネルギー損失を最低限に抑えるために軽量な機体を持つ物となる。
エネルギー比率の計算自体は上記のように単純な公式だが、実際の空中戦では機体が描く機動は単純な直線や円周ではなく、追跡曲線になるため、そこにかかるG（加速度）は、それこそ瞬間で常に変化する。さらに高度が変わると今度はエンジン出力・推力の数字も変わってしまい、理論の確認のための計算は膨大な量になってしまうためボイドが理論を完成させるためには当時最新の大型コンピュータを必要とした。
なおボイドのE-M理論では、発表当時は空気抵抗については省略されていたが、後に計算に加えられるようになっている。また、LERXなどの位置エネルギーの低下を抑えるようなデバイスが存在する場合は計算の修正を行う必要がある。
ボイドがE-M理論を提唱する以前から速度と高度を持った方が優位に立てることは経験的に知られており常識であったが、この理論では様々な機体のエンジン推力、抵抗、機体重量、速度といった数値を使うだけで様々な機動中における様々な機体の運動性能を見ることが出来るようになって有効な戦術が立てやすくなると共に、空戦に優位な機体の設計が行いやすくなった。

## エネルギー機動ダイアグラム

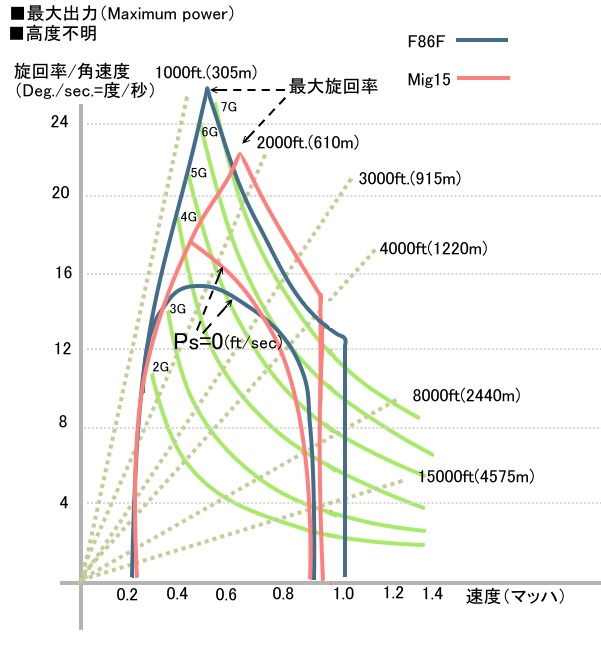
エネルギー機動ダイアグラム(夕撃旅団・改より引用)
F-86FとMiG-15の比較例。青い線がF-86F、赤い線がMiG-15を表わす。F-86Fのデータが音速(マッハ1)まであるのは急降下状態も含んだデータであるため。グラフの右端が直線的に落ちているのはそこが最高速度でそれ以上は高速にならないため。両機のエネルギー比率＝0の線を比較すると、上の方にあるほど旋回率も旋回半径も小さくなるため、MiG-15の方が有利なエリアが広いという事が理解でき、速度マッハ0.4～0.8の時、加速度3G～6Gの間でF-86Fを圧倒している。つまり実戦的なエリアでは完全にMiＧ-15の方が有利であることが読み取れる。マッハ0.8辺りを超えるとようやく逆転できるが、その範囲は極めて狭いものとなっている。
一方、最大旋回率は、マッハ0.5前後で約25度/秒とF-86Fが圧倒している。ただしそれ以降の限界性能の線、マッハ0.6付近からマッハ0.9前後の間では赤い線の方が上にあるため、ここでもF-86Fは負けている。大きなエネルギー損失を伴うはずだが、MiG-15の旋回限界が軽く7Gを超えてしまっていることにも注目すべきである。

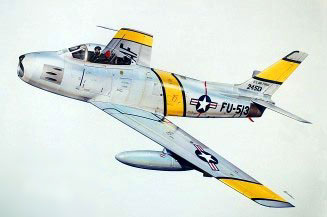
F-86

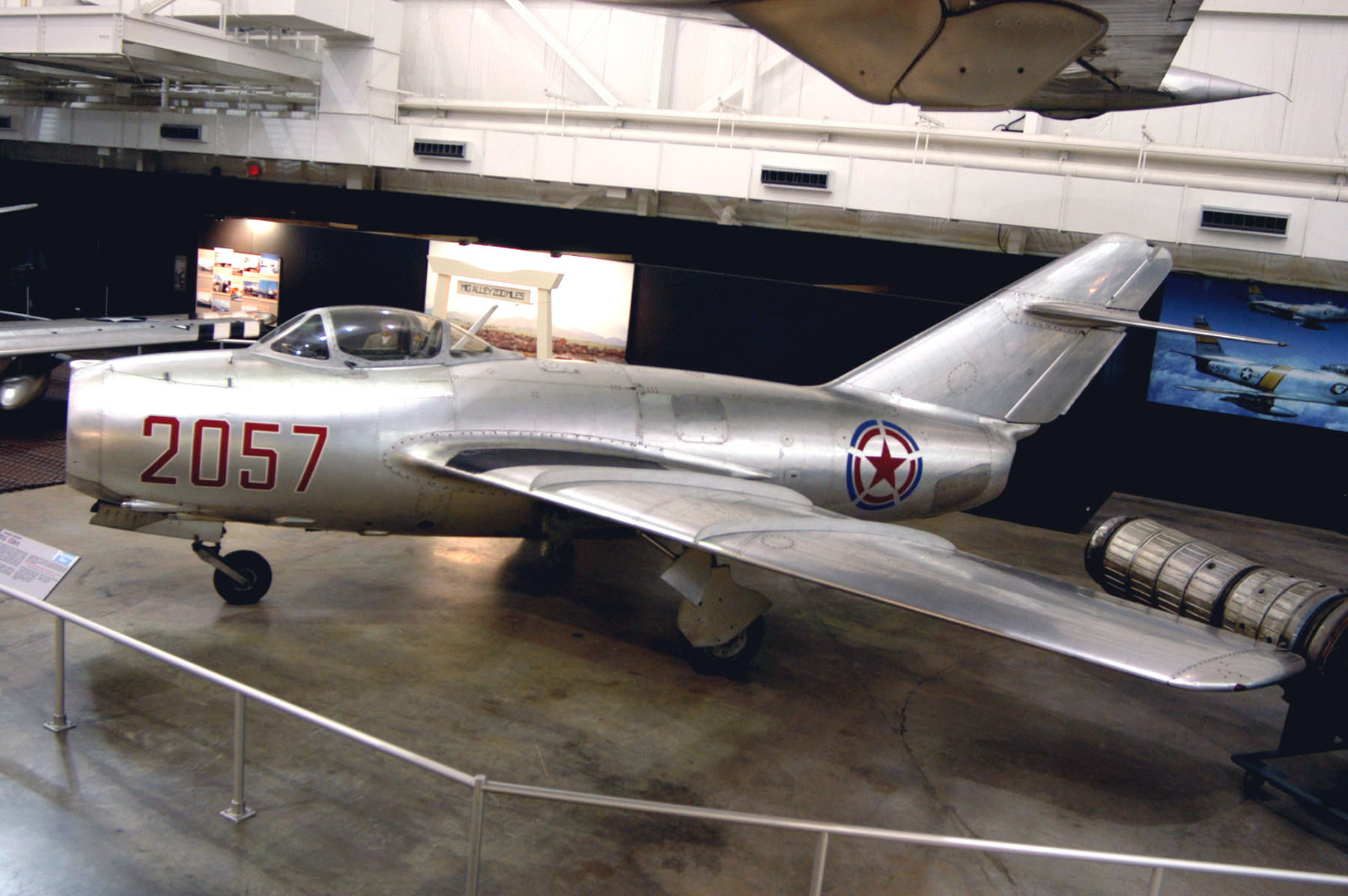
MiG-15

上記の計算で出したエネルギー比率のデータをさまざまな状況に対応する形でまとめるには、ボイドがプレゼンテーション用に考案したエネルギー機動ダイアグラム(英語: Energy–maneuverability diagram)という特殊な座標軸を持つグラフを用いる。
- 縦軸は旋回率(＝角速度)、単位は度/秒で、1秒間にどれだけの角度を回ったかを見るようになっている。基本的に上に行くほど旋回率のいい優秀な機体となるが、実際は状況により異なる。
- 横軸は速度で、失速と最高速度の限界を見るためのもの。通常は音速のマッハ数が単位として使われる。
- 斜めに入っている湾曲した線が、機体にかかるG（加速度）を示す。この線がそれぞれの旋回率と速度、そして旋回半径でかかるGを示すが、直線的に変化する数値ではないため曲線となっている。
- 右肩上がりの直線は旋回半径を示す。通常は海里（nautical mile/nm）の単位で示されている、右図のようにフィートで示されるタイプもあり、単位によって傾きの角度が変わる。上部のほうが小さい数字だが、旋回半径は小さいほうがいいため、値が上のほうにある方が優秀な機体といえる。

エネルギー機動ダイアグラムからは、より大きなエネルギー比率を持ち、かつ最も効率よく旋回できる条件はどれであるかを読み取ることができる。空中戦ではより大きなエネルギーを持ったものが勝つのであれば、いかにして旋回中にエネルギーを失わないようにするかが問題となる。つまり必ずしも最速の旋回率・最小の旋回半径で回ればいいというわけではないため、そのために必要なエネルギーの損失情報を素早く読み取れるようにしたのがこのダイヤグラムである。
右の図はボイドが最初のブリーフィングで用いたと言われているF-86FとMiG-15の性能比較ダイヤグラムである。F-86の線、MiG-15の線の両方とも上下で二つの山に分かれているが、下の方にあるなめらかな山がエネルギー比率＝0の線、上のやや尖った山が旋回の性能限界となる。
エネルギー比率＝0の線はこのダイアグラムでは最も重要な部分である。これは機体を上昇させるエネルギーが0 ft/sec のポイントを結んだ線であり、エネルギーの損失も増加もない条件の線であることを表わす。プラスではない代わりにマイナスでもないので、この条件を維持して飛行すると速度と高度を保ったままの維持旋回を行うことができる。この線より内側のエリアなら、旋回中のエネルギー比率はプラス(+)、外側ではマイナス(-)になる。同時に縦軸が上に行くほど旋回率は上がるため、エネルギー比率＝0の線より外側の方が旋回率はよくなる。逆にこの線より外側では急旋回が可能になる代わりに速度（運動エネルギー）か高度（位置エネルギー）あるいは両方を失いドッグファイトで不利な状況になる可能性が高くなることを表わし、そうなると急旋回ができても同時にリスクも背負い込むことを示す。その結果、エネルギーを失わずにもっとも効率よく旋回できる限界である0 ft/sec の線が重要な意味を持ってくる。これならば旋回に入っても極端に不利な状況に追い込まれない。よって、エネルギーを失わずにできる最速の旋回を行うには可能な限りエネルギー比率＝0の旋回をすることが望ましいとなる。
実際にエネルギーを失わずに維持旋回をするにはどういった条件で飛べば良いかは右の図を例で上げると、3Gかけて維持旋回を行うなら、両機とも速度はマッハ0.4（縦軸）、旋回率14度/秒（横軸）、旋回半径1,500フィート（約460メートル）前後で回ればいいと一目で読み取ることができる。
尖った山になっている外側の旋回性能の限界線は旋回能力の限界を示す。右図のF-86Fで見ると、7Gかけながらマッハ0.5前後で旋回率約25度、旋回半径1,200フィート（約370メートル）の急旋回が限界であるということが読み取れる。
ただし先に書いたように、この条件では大幅なエネルギー比率の減少を伴う。性能限界線まで来るとエネルギー比率の損失は通常－400ft/sec以上になるため、これは1秒間に約120メートルの高度を失うのに等しいという猛烈なエネルギー損失の旋回となる。F-86Fの場合であれば、猛烈な急降下で高度を失いながら旋回をすることになる。それは大幅な位置エネルギーの損失を意味し、ドッグファイト中は極めて不利な状況に置かれる可能性が高くなる。
空中戦におけるベストな旋回は最速であることでも最小で回ることでもなく、最小のエネルギー損失で可能な限り小さく・効率よく回ることであり、より大きなエネルギーを維持したまま旋回できる機体が強いということである。これをダイヤグラムではエネルギー比率＝0の線で読み取れる。